# Espinas
Espinas település Franciaországban, Tarn-et-Garonne megyében. Lakosainak száma 210 fő (2022. január 1.). Espinas Caylus, Féneyrols, Ginals, Saint-Antonin-Noble-Val és Verfeil községekkel határos.

## Népesség
A település népessége az elmúlt években az alábbi módon változott:
| Lakosok száma | 169  | 174  | 180  | 174  | 173  | 173  | 185  | 198  | 210  |
|               | 2013 | 2015 | 2016 | 2017 | 2018 | 2019 | 2020 | 2021 | 2022 |